# 渤海路街道 (鹤壁市)
渤海路街道，是中华人民共和国河南省鹤壁市淇滨区下辖的一个乡镇级行政单位。

## 行政区划
渤海路街道下辖以下地区：
金山华龙社区、金山金阳社区、金山金地社区和金山兰庭社区。